# بابکان (خوی)
بابکان، روستایی است از توابع بخش مرکزی شهرستان خوی استان آذربایجان غربی ایران.

## جمعیت
این روستا در دهستان رهال قرار داشته و بر اساس سرشماری سال ۱۳۸۵ جمعیت آن ۵۸۶ نفر (۱۰۰ خانوار)
بوده‌است.